# Stefan Adamsson
Stefan Adamsson, nacido el 3 de enero de 1978 en Skövde, es un ciclista profesional sueco que fue profesional de 2000 a 2006.

## Palmarés
1999
- 1 etapa de la Vuelta a Serbia

2000
- Scandinavian Race
- Campeonato de Suecia en Ruta
- 2º en el Campeonato Europeo en Ruta sub-23

2002
- Campeonato de Suecia en Ruta

2005
- 3º en el Campeonato de Suecia Contrarreloj
- 3º en el Campeonato de Suecia en Ruta